# Everything I Play Is Funky
Everything I Play Is Funky è un album di Lou Donaldson, pubblicato dalla Blue Note Records nel 1970. Il disco fu registrato negli studi di Rudy Van Gelder a Englewood Cliffs, New Jersey (Stati Uniti).

## Tracce
Lato A
1. Everything I Do Gonna Be Funky (From Now On) – 5:15 (Allen Toussaint) – Registrato il 9 gennaio 1970
2. Hamp's Hump – 6:35 (Paul Hampton) – Registrato il 9 gennaio 1970
3. Over the Rainbow – 7:05 (Harold Arlen, E.Y. Yip Harburg) – Registrato il 9 gennaio 1970

Lato B
1. Donkey Walk – 6:32 (Lou Donaldson) – Registrato il 22 agosto 1969
2. West Indian Daddy – 6:22 (Lou Donaldson) – Registrato il 22 agosto 1969
3. Minor Bash – 6:08 (Lou Donaldson) – Registrato il 9 gennaio 1970

## Musicisti
Lou Donaldson Sextet
Brani A1, A2, A3 & B3
- Lou Donaldson - sassofono alto elettrico, voce
- Blue Mitchell - tromba
- Lonnie Smith - organo
- Melvin Sparks - chitarra
- Jimmy Lewis - basso elettrico
- Idris Muhammad - batteria

Lou Donaldson Sextet
Brani B1 & B2
- Lou Donaldson - sassofono alto elettrico, voce
- Ed Williams - tromba
- Charles Earland - organo
- Melvin Sparks - chitarra
- Jimmy Lewis - basso elettrico
- Leo Morris - batteria